# محسن ارتغرل
محسن ارتغرل (ترکی استانبولی: Muhsin Ertuğrul; ۲۸ فوریهٔ ۱۸۹۲ – ۲۹ آوریل ۱۹۷۹) کارگردان فیلم، فیلم‌نامه‌نویس، و بازیگر تئاتر اهل ترکیه بود. او عملکرد مهم و تأثیرگذاری در سینما و تئاتر ترکیه داشته است.